# Al-Kadisijja (miasto)
Al-Kadisijja – (arab. Al-Qādisiyyah) starożytne, obecnie nieistniejące miasto, w obecnym Iraku, niedaleko Hilli. W przeszłości przystanek na szlaku karawanowym z Bagdadu do Mekki.
W latach 636–640 (dokładna data sporna) wojska arabskie, dowodzone przez Sada Ibn Abi Wakkasa, jednego z towarzyszy proroka Mahometa, po trwającej 3–4 dni bitwie pokonały, za cenę 1/3 żołnierzy, przeważające liczebnie siły Persów. Perski głównodowodzący, Rustem, poległ, a zwycięzcy zagarnęli znaczne łupy. Zwycięstwo to otworzyło Arabom drogę do podboju całej Persji.